# Mary Margaret Blanchard
Mary Margaret Blanchard / Biancaneve è un personaggio della serie televisiva statunitense C'era una volta, interpretata da Ginnifer Goodwin da adulta e da Bailee Madison da bambina.

## Storia

### Infanzia
Nella foresta incantata, Mary Margaret nasce Biancaneve, figlia del re Leopoldo e della regina Eva. Da bambina, la madre di Biancaneve muore quando Cora la avvelena, nel tentativo di far diventare sovrana sua figlia, Regina. Biancaneve viene poi salvata da un cavallo da Regina, che porta quest’ultima a sposarsi infelicemente con il padre di Biancaneve. Dopo che Regina sale al trono uccidendo il Re, recluta il Cacciatore per ucciderla, ma lui la risparmia compassionevolmente. Biancaneve vive quindi nella foresta, per poi incontrare il principe David mentre lo derubava e che soprannomina Azzurro. La coppia si innamora, ma lui torna alla sua fidanzata Principessa Abigail, anche se la Regina Cattiva lo tiene prigioniero. In cambio della vita del Principe, Biancaneve mangia una mela della Regina contenente una maledizione del sonno.  Charming si libera dalla sua prigionia e la risveglia con il bacio del vero amore. I due in seguito si sposano. Durante il loro matrimonio la Regina cattiva annuncia una sua maledizione che avrebbe distrutto la loro felicità. Biancaneve dà alla luce Emma, che viene posta in un guardaroba magico e trasportata nel mondo reale mentre la maledizione prende il sopravvento.

### Prima stagione
Tutto inizia con la maledizione di Regina che manda tutti a Storybrooke, dove appare Mary Margaret Blanchard, insegnante di quarta elementare di Henry Mills alla Storybrooke Elementary School. Come volontaria part-time all'Ospedale Generale, sveglia David Nolan (il Principe Azzurro) dal suo coma, e la coppia gradualmente si innamora, nonostante il matrimonio di David con Kathryn Nolan (Principessa Abigail). Inizialmente una relazione segreta, la storia diventa pubblica e il matrimonio di David fallisce. Mary Margaret diventa un’emarginata nella città, e viene arrestata per "l’omicidio" di Kathryn con false prove. Kathryn viene in seguito ritrovata viva, sebbene il rapporto di Mary Margaret con David diventi teso perché lui non crede alla sua innocenza. Lui decide di lasciare Storybrooke, ma i due si riuniscono quando la maledizione viene spezzata e recuperano i loro ricordi.

### Seconda stagione
I due trovano Emma, ma Mary Margaret viene trasportata con la figlia alla Foresta Incantata attraverso un portale, sebbene in seguito riescano a tornare a Storybrooke. Dopo che Regina e sua madre Cora hanno cercato di ottenere il potere uccidendo Gold, Mary Margaret maledice il cuore di Cora con la stessa candela con cui Cora ha ucciso sua madre Eva e manipola Regina, facendo uccidere sua madre. Supplica a Regina di ucciderla quando si rende conto di ciò che ha fatto, ma invece lei la lascia in lacrime.

### Terza stagione
Quando Henry viene rapito e portato a Neverland, viaggia con Emma, David, Regina, Mr. Gold e Capitan Uncino per salvarlo.  Tornata in città con Henry, Peter Pan riprende la maledizione di Regina, riportando Mary Margaret nella Foresta Incantata con gli altri abitanti, mentre Emma ed Henry fuggono a New York. Di ritorno alla Foresta incantata, Biancaneve scopre di essere incinta ma anche che Zelena, la Malvagia Strega dell'Ovest vuole il suo bambino. Dopo un anno di combattimenti, Biancaneve e il Principe Azzurro realizzano che devono emanare una nuova maledizione per tornare da Emma che può fermare Zelena. Un rassicurante David lascia che Biancaneve gli schiacci il cuore, anche se in seguito lei chiede a Regina di dividere il suo cuore per dare l’altra metà a lui. Una volta ritornati con i ricordi dell'ultimo anno cancellati, Emma torna a Storybrooke e scopre che sua madre è incinta. Zelena complotta per rubare il bambino diventando la sua allevatrice, anche se alla fine viene sconfitta e Mary Margaret dà alla luce un figlio, che chiama come il padre di Henry e figlio di Tremotino, Neal.

### Quarta stagione
Mary Margaret diventa in seguito sindaca di Storybrooke, ma dopo la sconfitta della Regina delle nevi, a Regina viene restituita la sua posizione e Mary Margaret torna ad essere un'insegnante. Dopo l'arrivo a Storybrooke della Regina delle Tenebre, Mary Margaret e David combattono per mantenere il loro segreto (essendo loro la ragione per cui Maleficent ha perso suo figlio) da Emma. Tuttavia, alla fine rivelano ad Emma la verità, e lei trova difficile perdonarli. Dopo che Mary Margaret viene quasi uccisa dalla figlia di Malefica, Lily, Emma si ricongiunge con i suoi genitori e li perdona, e dopo che tutto è tornato alla normalità e dopo che la realtà alternativa è stata cancellata, la felicità dura poco poiché Emma si sacrifica per diventare la nuova Signora Oscura.

### Quinta stagione
Insieme agli altri residenti, Mary Margaret viene trasportata nella Foresta Incantata, e portano Emma a Camelot per trovare Merlino e rimuovere la sua oscurità. Tuttavia, qualche settimana dopo, tornano a Storybrooke con i ricordi cancellati su come hanno fallito. In seguito recupera i suoi ricordi dopo che Emma trasferisce i suoi poteri oscuri a Uncino, che si sacrifica. Mary Margaret si unisce ad Emma nella ricerca di salvare Uncino negli Inferi, dove incontra Ercole, un suo interesse amoroso d'infanzia.  In passato, era stato Ercole a aiutarla a diventare un arciere esperta.  Quando realizzò che non aveva mai completato le sue dodici fatiche prima di morire, lei ricambiò il favore aiutandolo a sconfiggere il cerbero inferno a tre teste Cerberus, e nel processo gli permise di unirsi a suo padre Zeus sul Monte Olimpo. Le sue azioni avrebbero portato Ade a sceglierla come una delle tre anime che desidera tenere indietro. Capisce dopo questi avvenimenti di non voler più essere conosciuta come Mary Margaret e torna ad essere Biancaneve. Lei e David apprendono che suo cognato James è negli Inferi, amareggiato dal fatto che David gli avesse rubato la vita, dopo la sua morte. Più tardi, Biancaneve e David trovano un modo per contattare il loro figlio Neal dagli Inferi, ma Crudelia de Vil e il suo scagnozzo Claude rompono i telefoni dopo che ci sono riusciti. Prima di tornare a casa, Biancaneve vede la sua amica Red svegliare Dorothy Gale con il bacio del vero amore. Dopo la sconfitta di Ade per mano di Zelena, Biancaneve viene trasportata, insieme a David, Zelena e Uncino, nella Terra delle Storie Mai Raccontate, guidata dal sinistro Mr. Hyde. Fortunatamente, con l'aiuto del Dr. Jekyll, gli eroi fuggono. Poi, con l'ulteriore aiuto della loro famiglia a New York, Biancaneve, David, Zelena e Uncino vengono riportati alla Terra senza magia, accompagnati da Jekyll (che si era separato da Hyde). Al suo ritorno, Biancaneve testimonia l'uso di Regina del siero di Jekyll per separarsi dalla Regina Cattiva, così come il successivo tentativo di Regina di distruggerla.

### Sesta stagione
Dopo che le persone della Terra delle Storie Mai Raccontate arrivano in città, Biancaneve e la sua famiglia fermano Hyde e decidono di aiutare queste nuove persone a trovare i loro lieti fine ma si ritrovano a ricominciare una guerra quando la Regina Cattiva arriva e fa uccidere a Regina il Conte di Monte Cristo. In seguito, Biancaneve vorrebbe diventare di nuovo insegnante e fare in modo che le cose tornassero normali, ma la Regina cattiva minaccia Storybrooke con l'acqua del Fiume delle Anime Perdute a meno che Biancaneve e David non abbandonino il loro cuore condiviso.  Le Regine del Male decidono di dar loro il suo dolore per la solitudine, così inserisce una maledizione del sonno nel loro cuore condiviso, in modo che quando uno è sveglio, l'altro si addormenterà, e i due non possono stare insieme. Mentre cercano di continuare la vita l'uno senza l'altro, Biancaneve inizia a perdere la speranza, dal momento che non può vivere senza David.
Mentre Regina lavora per svegliare Biancaneve e David dalla maledizione, Gold si trova faccia a faccia con la Fata Nera, il potente nemico che Emma deve combattere nella Battaglia Finale.  Uncino, ancora a Neverland, incontra Tiger Lily, che gli regala un pezzo di un'antica bacchetta magica da dare ad Emma, per aiutarla a sconfiggere la Fata Nera. Gold scopre che la Fata Nera ha manipolato Gedeone con il suo cuore, e la affronta, dicendo che se dovessero combattere, Storybrooke sarebbe distrutta. Nel 1993, un fiore risveglia Biancaneve e David dalle loro versioni maledette, ma un risvegliato Tremotino dice loro che devono prendere una decisione difficile, per assicurarsi che Emma realizzi il suo destino di Salvatrice. Nel presente un fiore consente ad Emma di aprire una porta per Neverland e salvare Uncino.

## Interpretazione di Ginnifer Goodwin
L’interpretazione della Goodwin è stata ben accolta. Prima entrare nel cast, l’attrice aveva dichiarato in diverse interviste di voler entrare nei panni del ruolo, e infatti l’ha accettato senza pensarci due volte.